# Jesse Carleton
Pour les articles homonymes, voir Carleton.
Jesse Landis "Lee" Carleton (Cumberland, Maryland, 20 août 1862 - Saint-Louis, Missouri, 6 décembre 1921) est un golfeur américain. En 1904, il remporta une médaille de bronze en golf aux Jeux olympiques de St. Louis, dans la catégorie par équipe. 